# BMW M42
BMW M42 – silnik BMW. Jest to czterocylindrowy rzędowy silnik, o podwójnym wałku rozrządu. Silnik ten był montowany w BMW E36 (1991-1996) oraz BMW E30 (1989-1991). Silnik posiadał blok silnika wykonany z żeliwa oraz głowicę wykonaną z aluminium. Zastosowano również łańcuch zamiast typowego paska rozrządu.

## M42 B18
| Liczba cylindrów                           | 4                                |
| Liczba zaworów                             | 16                               |
| Średnica cylindrów                         | 84 mm                            |
| Skok tłoka                                 | 81 mm                            |
| Pojemność                                  | 1796 cm³                         |
| Stopień sprężania z katalizatorem          | 10,0:1                           |
| Moc maksymalna z katalizatorem             | 100 kW/136 KM przy 6000 obr./min |
| Obroty maksymalne                          | 6500 obr./min                    |
| Maksymalny moment obrotowy z katalizatorem | 175 Nm przy 4500 obr./min        |

| Silnik | Pojemność        | Moc                    | Moment                      | Odcięcie | Rok  | Seria |
| ------ | ---------------- | ---------------------- | --------------------------- | -------- | ---- | ----- |
| M42B18 | 1.8 L (1796 cm³) | 100 kW (136 KM) @ 6000 | 172 N·m (127 ft·lbf) @ 4600 | 6500     | 1989 | E30   |
| M42B18 | 1.8 L (1796 cm³) | 103 kW (140 KM) @ 6000 | 175 N·m (129 ft·lbf) @ 4500 | 6300     | 1992 | E36   |